# Nino Borsari
Nino Borsari (født 14. december 1911 i Cavezzo, død 31. marts 1996 i Carlton, Melbourne, Australien) var en italiensk cykelrytter, som deltog i de olympiske lege 1932 i Los Angeles. 
Cimatti deltog i banecykling ved OL 1932 i Los Angeles. Han var med på det italienske hold i 4000 m forfølgelsesløb, der indledte med at vinde kvalifikationsrunden blandt de fem deltagende hold i ny olympisk rekord. Italienerne vandt derpå deres semifinale mod Canada, inden de i finalen mødte Frankrig. De to hold lå meget lige de første otte runder, men italienerne trak fra til sidst og sikrede sig guldmedaljerne. Frankrig vandt dermed sølv, mens Storbritannien vandt bronze. De øvrige ryttere på det italienske hold var Marco Cimatti, Alberto Ghilardi og Paolo Pedretti.
Efter OL fik Borsari en fin karriere som blandt andet seksdagesrytter i USA, hvor han flere gange kørte i Madison Square Garden og henrykkede publikum, fordi han havde sans for underholdningselementet i løbet. Han fik også invitationer til at køre i Australien, og i 1939 valgte han at slå sig ned der, mens fjendtlighederne op til anden verdenskrig tog til. Han etablerede en cykelforretning i Melbourne, som eksisterede i 50 år. Han var også en slags ambassadør for cykelsporten i Australien, hvor han med sin berømmelse havde held til at få mange italienske cykelryttere til at køre løb i landet. Desuden var han med til at grundlægge fodboldklubben Juventus i Melbourne og var præsident og protektor for klubben.